# ميا آيي
ميا آيي (بالبورمية: မြအေး، IPA: [mja̰ é]) هو ناشط بورمي وأحد قادة انتفاضة 8888 من الطلاب الناشطين المؤيدين للديمقراطية في بورما (ميانمار). أُختير بوصفه الشخصية السياسية لعام 2006 من قبل قراء مجلة بورما دايجست.
لقد قاد حملة لتقديم عريضة تواقيع للإفراج عن جميع السجناء السياسيين عندما تم سجن معظم القادة السياسيين من قبل المجلس العسكري في ميانمار، مجلس الدولة للسلم والتنمية، من أجل إسكات معارضيهم. وتولى المجلس العسكري جميع المسؤوليات بعد اعتقال مين كو نينغ ، وبيون تشو، ومين زا يا ، وهتاي كيوي، وكو كو غيي.